# Jurbarkas
Jurbarkas est le chef-lieu de la municipalité du district de Jurbarkas dans la région de Samogitie, en Lituanie. Elle comptait 12 510 habitants en 2011.

## Étymologie
Le nom Jurbarkas est dérivé du nom d'un château d'Ordensburg (château construit par un Ordre militaire allemand), Georgenburg, construit au XIIIe siècle.
Jurbarkas est également connue par de nombreuses orthographes provenant de diverses langues au cours de son histoire. Les noms non lituaniens les plus notables de la ville incluent: en Samogitien Jorbarks, en Allemand Georgenburg, Jurgenburg et Eurburg, en Polonais, Jurbork et en yiddish יורבורג (Yurburg).

## Histoire
En 1381, le lituanien Kęstutis tente de reprendre la ville qui appartenait aux chevaliers teutoniques. Le château de Georgenburg est détruit par le grand-duc Vytautas en 1403 et n’a jamais été reconstruit. La région est incluse dans la Lituanie par le paix de Melno en 1422.
En 1795, Jurbarkas est annexée par l’Empire russe lors de la troisième partage de la Pologne et fait partie du gouvernement de Vilna, puis du gouvernement de Kowno à partir de 1843.
En juillet 1941, 350 à 370 juifs de la ville sont massacrés lors d'une exécution de masse. Les assassins sont membres d'un einsatzgruppen d'Allemands et de nationalistes lituaniens. Un mémorial est érigé sur le site de l'exécution.

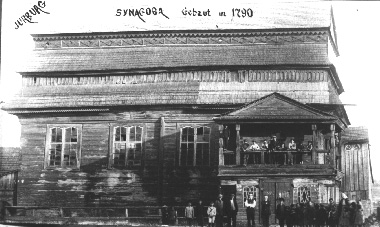
Ancienne synagogue de la ville en 1926.

## Personnalités liées à la commune
- Vincas Grybas (1890–1941), sculpteur
- Romualdas Marcinkus (1907–1944), Footballeur, et pilote durant la seconde guerre mondiale
- Mathias Strykowski (~ 1547 – ~ 1593), historien Polono-Lituanien, écrivain et poète
- William Zorach (1887–1966) artiste juif américain

## Jumelages
- Ryn (Pologne)
- Crailsheim (Allemagne)
- Berlin-Lichtenberg (Allemagne)
- Neman (Russie)